# 費利克斯王子 (盧森堡)
費利克斯王子，全名：費利克斯·利奥波德·马里·纪尧姆（Félix Léopold Marie Guillaume，1984年6月3日—），是現任卢森堡大公亨利大公的次子，現在是卢森堡大公第二任繼承人。卢森堡王子，拿骚王子，波旁-帕尔玛王子。2012年和德國生物倫理學研究生克萊兒·萊德瑪克订婚，並在2013年9月结婚。夫婦兩人在2014年6月15日迎來一名女兒：艾瑪莉亞（Amalia Gabriela Maria Teresa of Nassau）。